# Dmitry Bogolyubov
Dmitry Bogolyubov (Moscú, 1980) es un periodista y artista cinematográfico ruso que ha dirigido películas y documentales como Town of Glory sobre la historia de la ciudad de Yelnia durante la invasión alemana de la Unión Soviética.

## Trayectoria
Bogolyubov nació en 1980 en Moscú, estudió y se licenció en derecho. Después estudió periodismo y se graduó por la VGIK (Universidad Estatal de Cinematografía de Rusia), como productor de documentales y de televisión. Es miembro del sindicato de periodistas de Rusia y ha dirigido películas, documentales y comerciales para la televisión. Oleg the Wise es un documental de ficción para la televisión que participó como actividad especial en el Festival Internacional de Cine de Moscú en 2015. Su documental Neglected obtuvo el premio nacional de cine y televisión “Strana”. Dirigió el documental On the Edge junto con su esposa, la directora de cine Anna Shishova-Bogolubova, por el que Bogolyubov obtuvo el premio "Saint Anna" a la mejor fotografía al ser en este documental también el director de fotografía.
En el documental Town of Glory de 2019 revisa la Gran Guerra Patriótica en la vida de los habitantes de Yelnya, una pequeña ciudad en el oeste de Rusia. La vida de los lugareños y específicamente, la vida de dos familias filmada a lo largo de tres años sirve para contar cómo el trauma de la guerra pasa de una generación a otra.

## Obras seleccionadas
- 2015 Oleg the Wise
- 2016 Neglected
- 2017 On the Edge
- 2017 The Wall[5]
- 2019 Town of Glory[6]

## Reconocimientos
- 2015 Oleg the Wise Festival internacional de cine de Moscú
- 2017 premio Strana a Neglected
- 2018 premio Saint Anna a Neglected [3]
- 2020 premio One World IFF para Town of Glory[1]